# Albin Lesky
Albin Lesky (Graz, 7 de julio de 1896 - Innsbruck, 28 de febrero de 1981) fue un filólogo clásico, helenista e historiador de la literatura griega austríaco. Fue profesor de literatura griega en la Universidad de Viena desde 1949 hasta 1967.

## Formación y docencia
Tras estudiar filología clásica, comenzó a dar clase en 1924. En 1932 fue nombrado profesor extraordinario de filología griega en la Universidad de Viena y en 1934 pasó a la Universidad de Innsbruck. En 1949 volvió a Vienna, donde fue profesor hasta su jubilación en 1967. En el curso 1963-4 fue también rector de dicha universidad.

## Campos de estudio
Lesky estudió especialmente la épica griega y su relación con el mito. Sus trabajos sobre la tragedia y su Historia de la literatura griega son clásicos de la filología.
Lesky contribuyó con numerosos artículos a la revisión de la enciclopedia Pauly-Wissowa y estudió también la recepción histórica de Homero y el Lineal B cretense.

## Obra

### En traducción española
- La tragedia griega, Barcelona: El Acantilado, 2001, ISBN 9788495359193.
- Historia de la literatura griega, Madrid: Gredos, 2009, ISBN 9788424901783.

### En alemán
- 1918 Strom ohne Brücke, Graz: Leykam.
- 1925 Alkestis, der Mythus und das Drama, Wien: Hölder-Pichler-Tempsky.
- 1938 Die griechische Tragödie, Stuttgart: Kröner.
- 1943 Der Kosmos der Choephoren, Wien: Hölder-Pichler-Tempsky.
- 1946 Humanismus als Erbe und Aufgabe, Innsbruck: Rauch.
- 1946 Erziehung, Innsbruck: Tyrolia.
- 1947 Thalatta, Wien: Rohrer.
- 1951 Die Maske des Thamyris, Wien: Rohrer.
- 1952 Sophokles und das Humane, Wien: Rohrer.
- 1952 Die Homerforschung in der Gegenwart, Wien: Sexl.
- 1954 Die Entzifferung von Linear B, Wien: Rohrer.
- 1956 Die tragische Dichtung der Hellenen, Göttingen: Vandenhoeck & Ruprecht.
- 1957 Geschichte der griechischen Literatur, Bern: Francke.
- 1961 Göttliche und menschliche Motivation im homerischen Epos, Heidelberg: Winter.
- 1967 Homeros, Stuttgart: Druckenmüller.
- 1967 Herakles und das Ketos, Wien: Österreichische Akademie der Wissenschaften.
- 1966 Gesammelte Schriften, Bern: Francke.
- 1976 Vom Eros der Hellenen, Göttingen: Vandenhoeck & Ruprecht.

### En el catálogo de laDeutsche Nationalbibliothek
- Obras de Albin Lesky (enlace roto disponible en Internet Archive; véase el historial, la primera versión y la última).